# Metoa
Metoa is een geslacht van insecten uit de orde vliesvleugeligen (Hymenoptera) en de familie Ichneumonidae.

## Soorten
- M. arida Dasch, 1984
- M. convergens Dasch, 1984
- M. desertorum Dasch, 1984
- M. exilis (Provancher, 1874)
- M. incisa Dasch, 1984
- M. lata Dasch, 1984
- M. punctata Dasch, 1984
- M. uniformis Dasch, 1984
- M. verbosa (Cresson, 1879)